# 耳トランペット

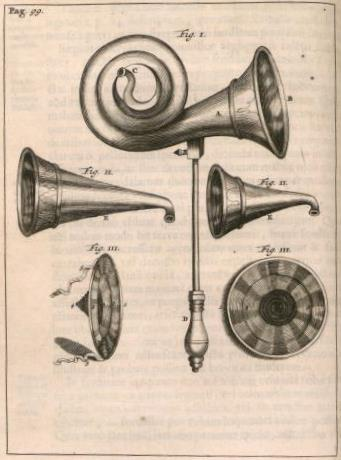
18世紀に描かれた耳トランペット

耳トランペットは、筒型もしくは漏斗型の形状をした、音波を集めて耳へ届けるための装置。補聴器として用いられ、鼓膜を振動させる音の力を増強することにより、聴覚障害や難聴を患う者の聞こえの改善をもたらした。材料には板金、銀、木材、巻貝の殻、動物の洞角などが用いられた。今日、裕福な地域では高価ながらもずっと小さく、邪魔にならない補聴技術に取って代わられている。

## 歴史
難聴の患者に耳トランペットが使われ始めたのは17世紀のことである。最初の記録はフランスのイエズス会司祭で数学者のジャン・ルレションが著した『Recreations mathématiques』（1634年）に登場する。博学者のアタナシウス・キルヒャーも1650年に同種の装置に関する記述を遺している。

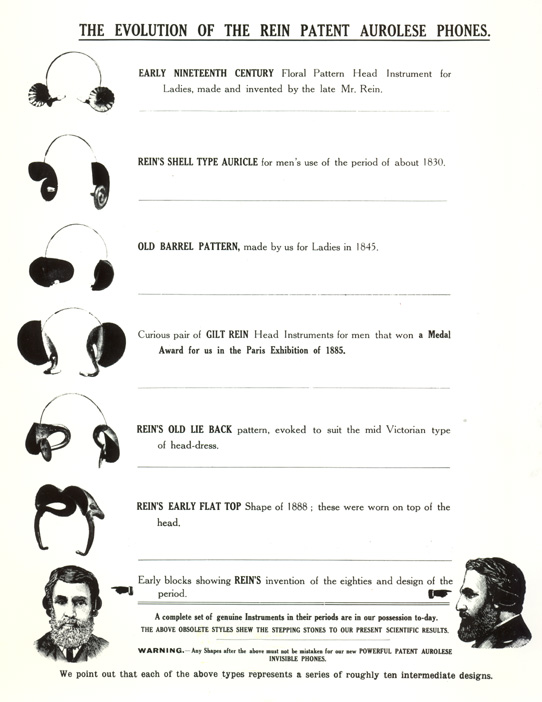
フレデリック・C・レイン社のカタログ、19世紀のデザインの進化を描いている。

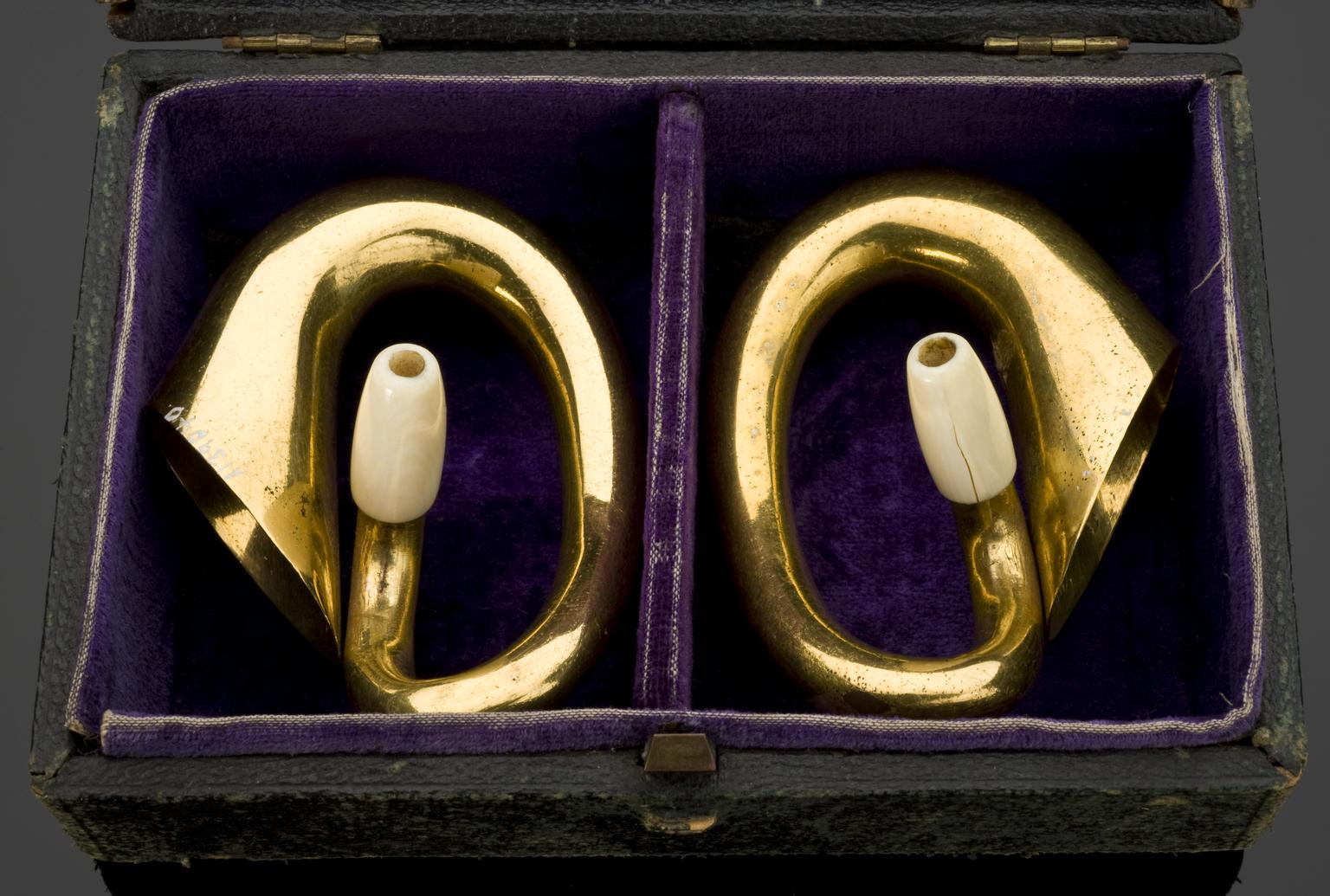
耳鼻咽喉の専門家であったジャン・ピエール・ボナフォン（1805年-1891年）が発明し、フレデリック・C・レイン社が製造した、小型のビューグル型耳トランペットの組。頭髪の下に装着する設計となっている。ロンドンのサイエンス・ミュージアムの展示。

18世紀には、耳トランペットは徐々に一般的に使われるようになってきていた。機器メーカーは折りたたみ式の耳トランペットを特定の顧客へ受注生産の形で製作した。この時代のモデルとしてよく知られたものに、タウンセンド・トランペット（ろう教育者のジョン・タウンセンド作）、レイノルズ・トランペット（画家のジョシュア・レノルズのために制作されたもの）、ドーベニー・トランペットがある。
1800年になると、フレデリック・C・レインが商業ベースで耳トランペットを製造する初となる会社をロンドンで創業した。レインはこれに加えて補聴用の扇や伝声管も販売していた。これらの機器は携帯可能ながら集音を補助する役割を果たしたが、概して大型であったため下部を支えながら使用する必要があった。その後、小型化され、手で持つことが出来る耳トランペットや円錐型器具が聴覚補助に使用されるようになる。
レインは1819年に病に苦しむポルトガル王のジョアン6世から、特殊な音響椅子の設計に関する依頼を受けた。玉座にはライオンが口を開けたように見える、装飾的な彫刻の施されたひじ掛けが設えられた。この穴が音を拾う仕掛けとして機能し、集められた音は伝声管を伝って玉座の背後に届けられ、王の耳に入るようになっていた。ついに1800年代の終盤には、2つの端を持つ管で円錐が音を集める音響ホルンが、耳に収まる形に作られるようになった。

ヨハン・ネポムク・メルツェルは1810年代に耳トランペットの大量生産を開始している。彼がこの頃に難聴となり始めたルートヴィヒ・ヴァン・ベートーヴェンのために耳トランペットを制作したことは特筆される。その実物はボンのベートーヴェン・ハウスに保管されている。

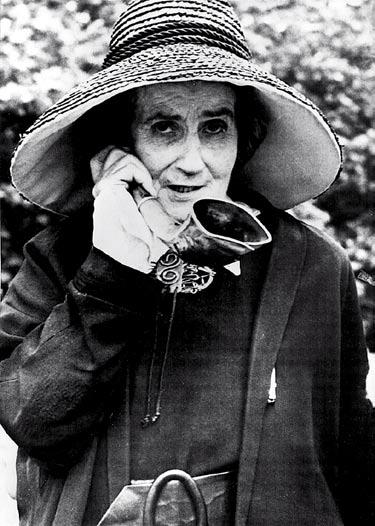
耳トランペットを使用するマダム・ド・ムーロン

19世紀に向かって目立たないような補聴器具が次第に人気を獲得していった。レインは多くの注目すべきデザインで先陣を切っており、そのうちのひとつである「音響ヘッドバンド」では、聴覚補助具が頭髪や頭部に装着する服飾の中に巧妙に隠れるようになっていた。レインの「オーロリーズ・フォン」（Aurolese Phones）は様々な形状をしたヘッドバンドであり、集音装置が耳の近くに配置されることによって音響を改善した。補聴器具はソファ、衣服、装飾品の中にも忍ばされた。こうして視認性をどんどん下げようとする動きは、個人が問題に対処するのを補助することよりも、個人の障碍を公衆の目から隠そうとすることに向けられていたことの方が多かった。

## ピナール・ホルン

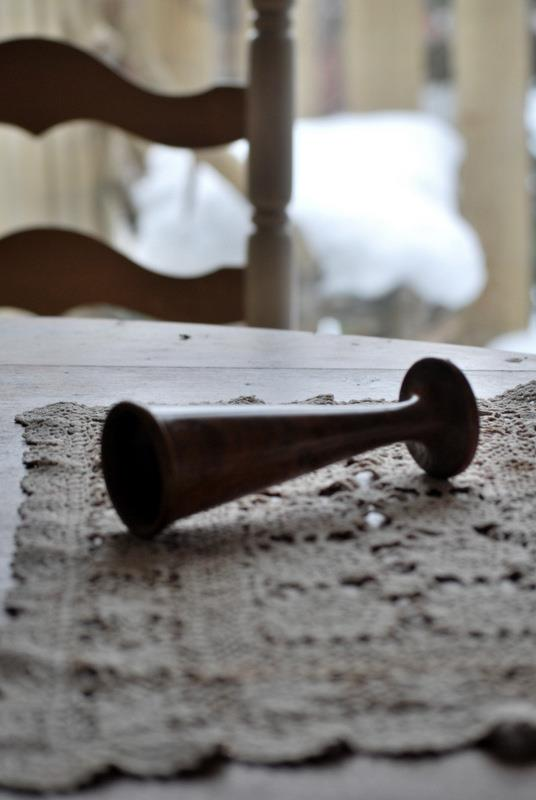
木製のピナール・ホルン

ピナール・ホルンとは助産師が用いた聴診器の一種であり、耳トランペットと同様に設計されている。約8インチの長さの木製の円錐である。助産師は広い方の端を妊婦の腹部に押し当て、心音を確認する。ピナール・ホルンは19世紀にフランスで発明され、今日でも世界各地で使用されている。